# Péguilhan
Péguilhan là một xã thuộc tỉnh Haute-Garonne trong vùng Occitanie ở tây nam nước Pháp.